# История Улан-Батора

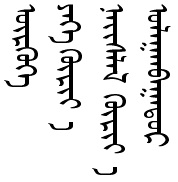
Название истории Улан-Батора по-монгольски

В 1778 году кочующая с XVII века резиденция монгольских Богдо-гэгэнов Урга́ (от монг. Өргөө — «Дворец», «Ставка»; также монг. Их хүрээ, Да хүрээ — «Великий монастырь») осела в долине в месте слияния рек Тола и Сэлбэ, став стационарным поселением и крупнейшим городом цинской Внешней Монголии. В 1911 году Урга получила статус столицы Монголии и стала называться Нийслэл хүрээ — «Столичный монастырь». Название Урга не было официальным и использовалось в основном иностранцами. В 1924 году с провозглашением Монгольской народной республики Нийслэл хурээ переименован в Улан-Батор.

## История

### «Кочевая резиденция»
С начала своего существования Хурэ (Урга) находилось на озере Ширээт-Цагаан-Нуур (район нынешнего сомона Бурд аймака Уверхангай), приблизительно в 250 км от современного Улан-Батора. Это была кочевая резиденция первого монгольского Богдо-гэгэна Дзанабадзара, основанная для него в 1639 году на средства его отца, Тушэту-хана Гомбодоржа.
Хурэ кочевал по долинам рек Селенга, Орхон и Туул. В ходе монголо-ойратской войны конца XVII века он был разорён джунгарским ханом Галданом-Бошогту, и откочевал во Внутреннюю Монголию (Унгши) до выдворения ойратов. До 1799 года, по разным причинам, «ставка» Богдо свыше 20 раз перемещалась с одного места на другое; однако с её ростом перекочёвки становились всё реже и реже.
Решающую роль в оседании поселения сыграло капитальное строительство храмов и монастырей, а также появление при Богдо-гэгэне влиятельного слоя тибетских лам и китайских торговцев, которым кочевой образ жизни был непривычен и неудобен.

#### История перекочёвок
| Название местности      | Период кочёвки | Современный сомон      | Современный аймак |
| ----------------------- | -------------- | ---------------------- | ----------------- |
| Ширээт-Цагаан-Нуур      | 1639—1672      | Бурд                   | Уверхангай        |
| Улаан-Худаг (Угий-Нуур) | 1672—1686      | Угийнуур               | Архангай          |
| Эрдэнэтолгой            | 1686—1719      | Тувшруулэх             | Архангай          |
| Даган-Дэл               | 1719—1720      | Ерее                   | Сэлэнгэ           |
| Усан-Сээр               | 1720—1725      | Цэнхэр                 | Архангай          |
| Ээвэн-Гол               | 1725—1729      | Баруунбурэн            | Сэлэнгэ           |
| Сугнэгэр-Гол            | 1730—1732      | Батсумбэр              | Туве              |
| Бургалтайн-Гол          | 1732—1733      | Батсумбэр              | Туве              |
| Жаргалант-Гол           | 1733—1734      | Жаргалант              | Туве              |
| Угтаал—Жаргалант        | 1734           | Жаргалант—Угтаалцайдам | Туве              |
| Хуйн-Нуур               | 1736—1740      | Батсумбэр              | Туве              |
| Хунцал-Гол              | 1740—1742      | Батсумбэр              | Туве              |
| Удлэг-Гол               | 1742—1743      | Батсумбэр              | Туве              |
| Угээмэр                 | 1743—1747      | Алтанбулаг             | Туве              |
| Алтан-Тэвш              | 1747—1772      | Батсумбэр              | Туве              |
| Хуйн-Мандал             | 1772—1778      | Батсумбэр              | Туве              |
| Хун-Чулуу               | 1778           | Батсумбэр              | Туве              |

### Оседлость

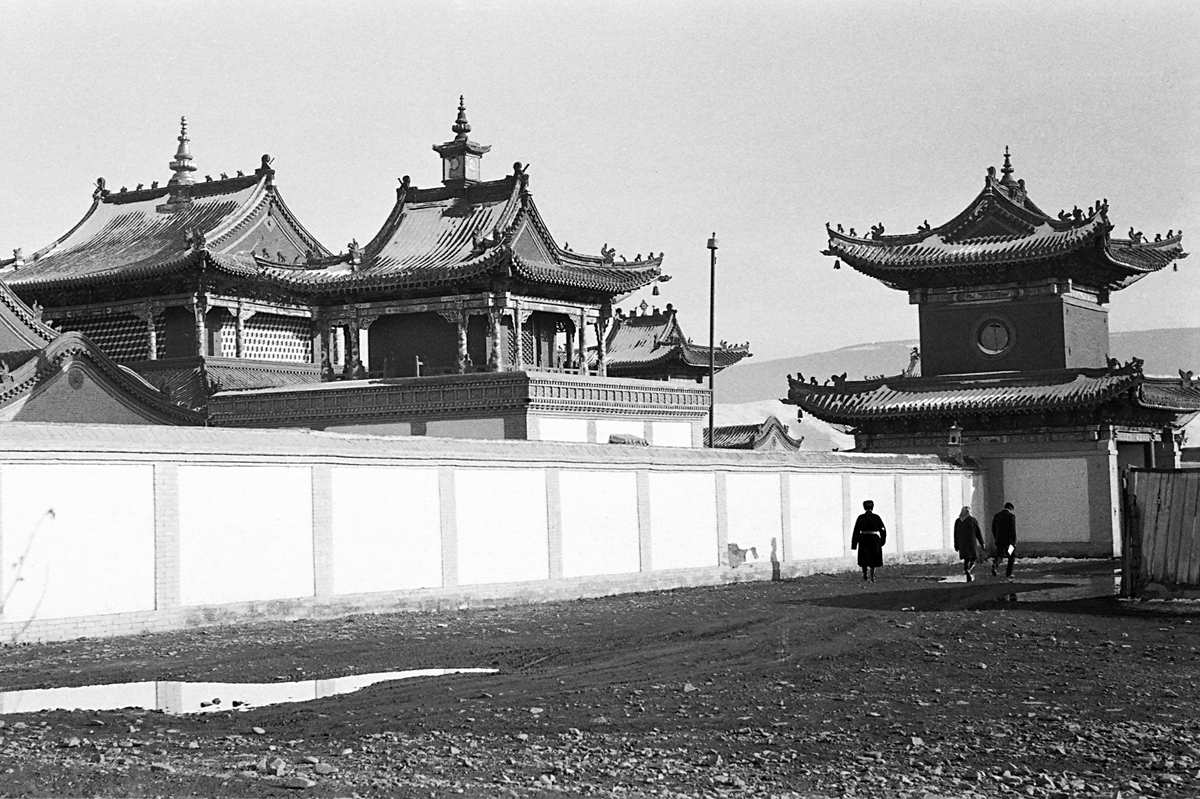
Храм Чойджин-ламы, построенный в 1908 году в Урге

В конечном итоге, в 1778 году, Урга окончательно осела в слиянии рек Сэлбэ и Туул, к северу от горы Богд-Хан-Уул, на караванном пути из Пекина и Калгана в Кяхту. Город стал резиденцией не только Богдо-гэгэна, но и двух цинских амбаней. В скором времени в нескольких километрах к востоку от города вырос китайский торговый квартал — Маймачен (買賣城).

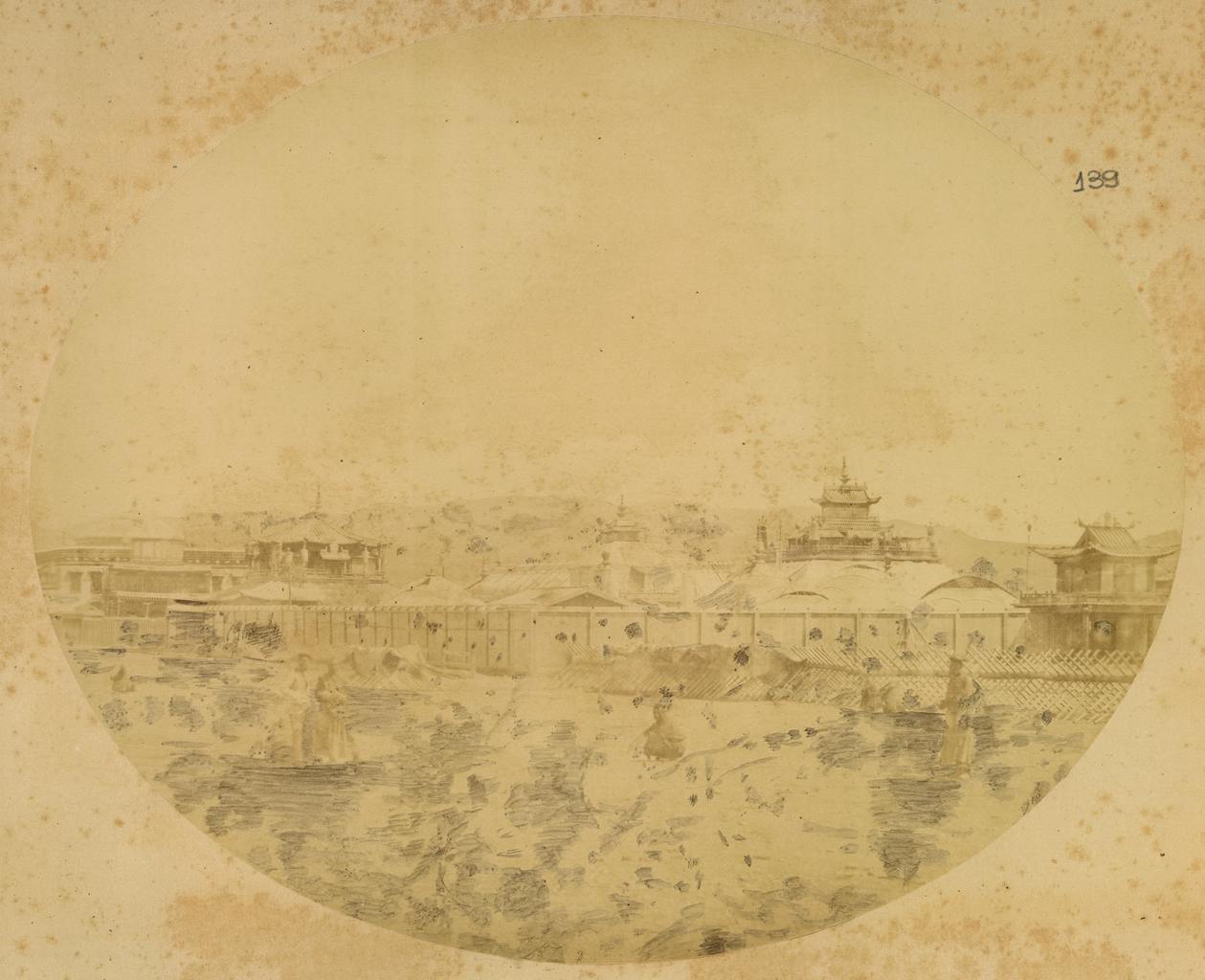
Фотография 1884 года (Боярский, Адольф-Николай Эразмович)

В Урге при многочисленных монастырях и храмах проживало около 10 тыс. лам и монахов. Устои монашеской жизни определялись собственными «Внутренними правилами Великого монастыря» (монг. Их Хурээний дотоод дурэм), издававшимися Богдо-гэгэном. В 1835 году в городе был основан крупнейший по сей день буддийский монастырь — Гандантэгченлин. В городе постоянно жили хубилганы Богдо-гэгэна, главы буддийского духовенства Монголии; в начале XX века у Богдо-гэгэна имелось в Урге две резиденции — зимняя и летняя. Помимо Богдо-гэгэна, постоянную резиденцию в Урге имели и другие хубилганы: Донкор-хутухта, Эрдэни-Мэргэн-пандита, Жанчубдоржийн-хубилган; Лувсанпринлэй-Дандарын-хубилган, Бамбарын-хубилган и Лувсангэлэгийн-хубилган. После Лхасы Урга была вторым по значимости религиозным центром тибето-буддийского мира.

[Монастырь, состоящий из] несколько кумирен; в самой большой — медный бурхан Майдари, 7 сажен 2 аршина высоты, одно из образцовых произведений китайского искусства. Типография для печатания священных книг. Площадь, где ежедневно ведётся торговля различным товаром и живым скотом. Несколько домов, принадлежащих русским купцам, ведущим комиссионную доставку чая в Россию; до 35 китайских лавок. Близ Урги — резиденция лам, изучающих высший курс буддийского богословия.
В 5 верстах от Урги — поселение Маймачэн (買賣城). Здесь живут исключительно китайцы, занимающиеся торговлей (главным образом — лесом).
В 2 1/2 верстах от Урги, близ реки Толы, летний дворец боготворимого ламаистами ургинского хутухты, к которому стекаются паломники и приносятся богатые дары.

К востоку от Урги китайская крепость, а далее, в полуверсте от неё, здания русского консульства, построенные в 1863—1865 гг. При консульстве православная церковь и почтовая контора.— ЭСБЭ (конец XIX века)

### Начало XX века

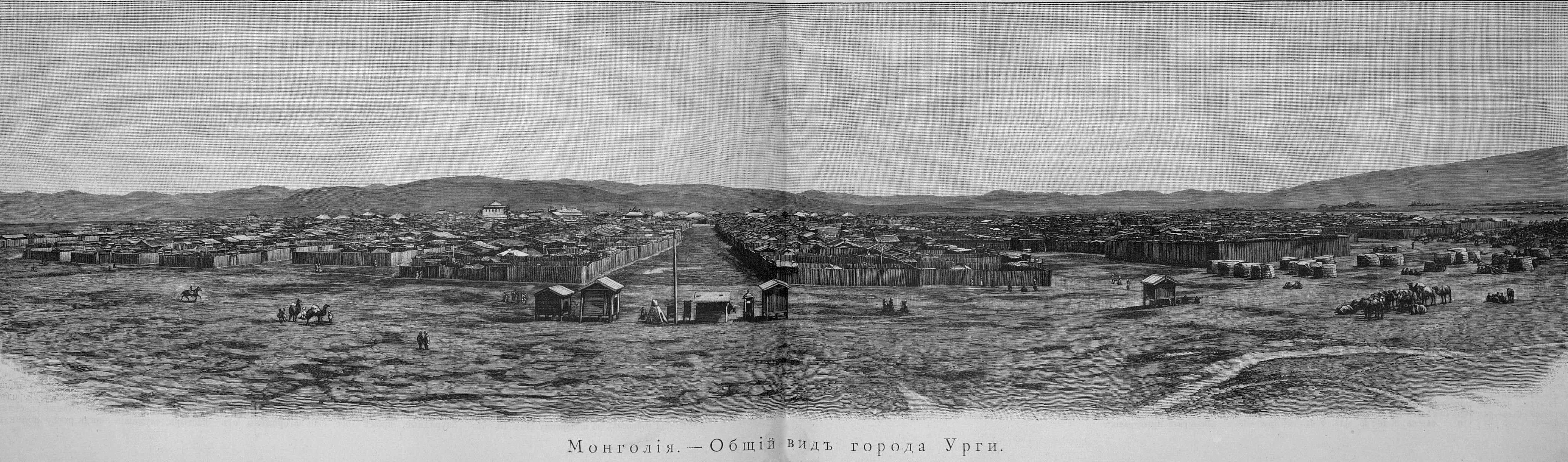
Панорама Урги, 1888 год (гравюра с фотографии Н. А. Чарушина)

К началу XX века монгольское население Урги достигало 25 тыс. чел., из которых 10 тыс. было либо монахами, либо лицами, занятыми в монастырском хозяйстве. На 1919 год население Урги оценивалось в приблизительно 100 тыс. человек, из которых 30 тыс. составляли монголы (20 тыс. лам и 10 тыс. мирян), а около 70 тыс. составляли китайцы; кроме этого в Урге проживало до 3 тыс. русских. На тайной встрече монгольской знати летом (в монгольский праздник Надом) 1911 года в Урге было принято решение об провозглашении независимости. 30 ноября ургинский амбань Сандо получил письменное уведомление о низложении китайской власти во Внешней Монголии и объявлении суверенитета страны, и был вынужден покинуть город. С 1912 года город получил название монг. Нийслэл Хүрээ — «Столичная ставка».
Новопровозглашённое государство было поддержано Российской империей. Монголия получила заём в 5 млн руб. (2 млн руб. пошло на строительство Да-хурэ); однако с момента Октябрьской революции русское влияние в Монголии начало ослабевать, и в 1919 году Урга была оккупирована десятитысячной китайской армией генерала Сюй Шучжэна. В феврале 1921 года город был захвачен Азиатской дивизией Р. Ф. Унгерн-Штернберга; в Урге был учинён первый и последний в истории Монголии еврейский погром (погибло до 50 человек, или около 10 % евреев, живших в Монголии), вместе с китайским гарнизоном бежала часть китайского и прокоммунистически настроенного населения. Город был оставлен Унгерном для похода в Бурятию против красных; потерпев ряд поражений, он отвёл дивизию с кяхтинского тракта, оставив на дороге на Ургу лишь небольшой заслон. Город 6 июля 1921 года был занят красными в результате монгольской операции объединённых войск Монгольской Народной Армии (во главе с главнокомандующим Дамдином Сухэ-Батором), войск РСФСР и Дальневосточной Республики.

### Переименование
После смерти монгольского монарха, Богдо-хана, 26 ноября 1924 года на заседании 1-го Великого Хуралдана была принята первая в истории страны конституция Монголии. На этом же заседании решался вопрос о новом имени столицы страны, более сообразующемся с текущими социально-политическими реалиями. Рассматривались предложения, поступавшие от населения; так, некий делегат Тэбэкто предлагал переименовать Ургу в «Монгольский Народно-Партийный Пекин». Председатель собрания объявил, что из всех поступивших вариантов больше всего голосов за имя «Батор-Хото» (монг. Баатар хот, «город-богатырь»), имплицитно подразумевающее фигуру Чингисхана. Тогда к собравшимся обратился уполномоченный Коминтерна Т. Р. Рыскулов:

Чингисхан был народным героем, но он был завоевателем. Теперешняя Народная Монголия не имеет завоевательных целей, она хочет освободиться и развиваться самостоятельно, по революционному пути. Поэтому название Улан-Батор-Хото будет революционным названием, и оно будет понятно всем. Приставка «Улан» (красный) придаёт этому названию революционный характер, будет означать революционную твёрдость монгольского народа в деле защиты своей независимости.
Это предложение было принято единогласно.

## Русская колония в Урге

### Конец XIX — начало XX веков
С начала оседлого периода Урга стала одним из перевалочных пунктов межгосударственной русско-китайской караванной торговли (см. История кяхтинской торговли). В январе 1806 года в Ургу прибыла российская миссия общим составом в 130 человек, в том числе Ю. А. Головкин, Ян Потоцкий, Ю. Клапрот, А. Е. Мартынов и другие. С подписанием российско-китайского Пекинского трактата (1860) и «Правил сухопутной торговли» (1862) были разрешены частная торговля русских купцов во Внешней Монголии и открытие консульства. В 1863 году в Урге открылось российское генеральное консульство, располагавшееся в новом двухэтажном здании; в том же году была освящена консульская Троицкая церковь (восстановлена в Улан-Баторе в 2009 году). Штат консульства состоял из нескольких человек; здание охранялось 20 конвойными казаками.
Во второй половине XIX — начале XX веков Ургу посещали многочисленные русские учёные и путешественники: Е. Ф. Тимковский, Н. М. Пржевальский, П. К. Козлов, А. М. Позднеев, Ф. И. Щербатской и другие.
После Национальной революции 1911 года российское присутствие в Урге значительно расширилось. В городе была открыта типография; российская военная школа в Худжир-Булане, построены казармы; обучением монгольской армии занялись российские военные специалисты. В 1914 году в Урге был открыт Монгольский национальный банк, организованный российскими финансистами и финансируемый Сибирским торговым банком. Русская колония в Урге насчитывала около 300 человек; действовало до 20 русских торговых фирм, кожевенный завод и др.

### Китайский режим
Китайская оккупация Халхи существенно не изменило жизни русской колонии; российское генконсульство продолжало работу. В начале 1920-х годов усилился приток русских в Ургу из Сибири и Забайкалья, особенно после падения режима Омского правительства. Большинство эмигрантов рассчитывало добраться через Халху в Маньчжурию; однако многие осели в Урге, и численность колонии возросла до тысячи. В мае 1920 года в Урге правительством Дальневосточной республики была открыта контора Центросоюза. Экономическая жизнь колонии разнообразилась: русские артели были заняты в перевозке товаров по худонам, лесозаготовке, рыболовстве, горном деле, молочной промышленности и т. п.
Помимо русских, бежавших от советской власти, в Урге жили и русские большевики; виднейшими из них были секретарь Русской торговой палаты Чайванов, второй настоятель Троицкого прихода о. Феодор (Парняков), а также наборщик М. Кучеренко, контактировавший с антикитайскими подпольными группами в Урге. Ургинский цзяньцзюнь Чэнь И был противником большевиков, и бежавшие из РСФСР чувствовали себя спокойно; однако после вторжения в Монголию Азиатской дивизии Унгерн-Штернберга в октябре 1920 года китайский генералитет стал рассматривать их как сочувствующих ему и потенциально опасных. Тем не менее, представленный большевиками Чэнь И поимённый список бывших царских и белогвардейских офицеров и предложение об их аресте остались без внимания, но после неудачного ноябрьского штурма Урги Унгерном в городе произошёл военный переворот и Чэнь И был отстранён от дел. Генерал Го произвёл крупные аресты русских, в первую очередь — бывшего белого офицерства и членов их семей (около 50 чел.). За городом за период от первого до второго штурма Урги Унгерном было убито около 100 русских эмигрантов, следовавших по дороге из Кобдо в Хайлар. Троицкая церковь была разграблена.

### Колония при Унгерне
После начала штурма Урги 1 февраля Азиатской дивизией был издан приказ начальнику тюрьмы о расстреле всех русских заключённых, но по каким-то причинам (скорее всего, из-за бегства охраны) он не был выполнен Сообщается,. что китайский генералитет намеревался силами гарнизона уничтожить всю русскую колонию, однако это распоряжение не было отдано из-за вмешательства Чэнь И; так что русские встречали Унгерна как освободителя. Одной из первых мер Унгерна в Урге было уничтожение русских коммунистов и сочувствовавших им; были убиты Кучеренко, Парняков, Цветков (бывший комиссар на Германском фронте) и другие.
5 февраля была объявлена регистрация добровольцев в дивизию, а 8—9 февраля — мобилизация всего русского мужского населения Урги, способного носить оружие (ок. 200 чел.; через две недели аналогичный приказ был объявлен по всей стране). Часть уже зарегистрированных вскоре бежала из города.
При поддержке Унгерна в городе и окрестностях был открыт ряд предприятий, руководимых русскими; в основном для собственных военных нужд: восстановлен кожевенный завод, производивший обмундирование, скипидарный завод в Дзун-Моде и др.; возобновлена работа военной школы и Национального банка, который начал выпуск монгольских долларов.
После провала унгерновского «Похода на Русь» Азиатская дивизия, избегая столкновений с красными, отошла на восток. 4 июля из города вышли последние тыловые подразделения. Как только в Урге стало известно, что Унгерн не собирается её защищать, члены семей военных в спешном порядке начали покидать Ургу в направлении Хайлара и Калгана. Несколько десятков были арестованы красными монголами и возвращены в город, однако комиссар Урги и полномочный представитель СССР в Монголии А. Н. Васильев впоследствии позволил желающим выехать как в Китай, так и в Россию.